# Karindż
Karindż – wieś w Armenii, w prowincji Lorri. W 2011 roku liczyła 643 mieszkańców.